# 대한민국 민법 제998조의2
대한민국 민법 제998조의2는 상속비용에 대한 대한민국 민법 상속법의 조문이다.

## 조문
제998조의2 (상속비용) 상속에 관한 비용은 상속재산 중에서 지급한다.

第998條의2(相續費用) 相續에 관한 費用은 相續財産 중에서 支給한다.[本條新設 1990.1.13.]

## 비교 조문
일본민법 제885조(상속재산에 관한 비용) 1. 상속재산에 관한 비용은 그 재산 중에서 지급한다. 다만, 상속인의 과실에 의하는 것은 그러하지 아니하다.
2. 전항의 비용은 유류분권리자가 증여의 감쇄에 의하여 얻은 재산으로써 지급할 것을 요하지 아니한다.

第八百八十五条（相続財産に関する費用）1. 相続財産に関する費用は、その財産の中から支弁する。ただし、相続人の過失によるものは、この限りでない。
2. 前項の費用は、遺留分権利者が贈与の減殺によって得た財産をもって支弁することを要しない。

## 사례
- 甲은 oo고등학교의 교직원이었는데 교통사고로 사망하였습니다. 甲의 사망으로 인하여 장례비용 부담과 조문객들이 교부한 부의금의 분배에 관하여 상속인 乙, 丙, 丁 3인 간에 불화가 생긴 경우 장례비용 부담과 부의금의 분배는 특별한 다른 사정이 없는 한 사망한 사람의 공동상속인들이 각자의 상속분에 응하여 권리를 취득하는 것으로 정한다[1]

## 판례

### 상속에 관한 비용
- 상속재산의 관리 및 청산에 필요한 비용을 의미하는 바, 장례비용도 피상속인이나 상속인의 사회적 지위와 그 지역의 풍속 등에 비추어 합리적인 금액 범위 내라면 이를 상속비용으로 보아야 한다[2].
- 묘지구입비 역시 장례비용의 일부라고 볼 것이며, 상속재산의 관리, 보존을 위한 소송비용도 상속에 관한 비용에 포함된다[3]
- 부의금은 일차적으로 장례비용으로 사용하고, 장례비용에 충당하고 남은 것에 관하여는 특별한 다른 사정이 없는 한 사망한 사람의 공동상속인들이 각자의 상속분에 응하여 권리를 취득하는 것으로 봄이 우리의 윤리감정이나 경험칙에 합치된다[4]

## 참고 문헌
- 오현수, 일본민법, 진원사, 2014. ISBN 9788963463452
- 오세경, 대법전, 법전출판사, 2014 ISBN 9788926210277
- 이준현, LOGOS 민법 조문판례집, 미래가치, 2015. ISBN 9791155020869

## 같이 보기
- 장례식
- 묘지